# Плешково (Тюменская область)
Плешково — село в Ишимском районе Тюменской области России. Входит в состав Плешковского сельского поселения.

## История
До 1917 года входило в состав Жиляковской волости Ишимского уезда Тюменской губернии. По данным на 1926 год деревня Плешкова состояла из 109 хозяйств. В административном отношении являлась центром Плешковского сельсовета Жиляковского района Ишимского округа Уральской области.

## Население
| 2010 |
| ---- |
| 1199 |

По данным переписи 1926 года в деревне проживало 586 человек (296 мужчин и 290 женщин), в том числе: русские составляли 100 % населения.
Согласно результатам переписи 2002 года, в национальной структуре населения русские составляли 88 % из 1231 чел.